# Йеккель, Пауль
Па́уль Йе́ккель (нем. Paul Jaeckel; род. 22 июля 1998, Айзенхюттенштадт) — немецкий футболист, защитник клуба «Пройссен» (Мюнстер).

## Карьера
Играл в молодёжке родного «Айзенхюттенштадта», а также в молодёжных командах «Энерги» и «Вольфсбург».

### «Гройтер»
В августе 2018 года перешёл в «Гройтер Фюрт». Дебютировал во второй Бундеслиге в матче с «Арминией», заменив Даниэля Штайнингера на 76-й минуте. В Кубке Германии сыграл в матче второго круга против «Дуйсбурга».

### «Унион»
Летом 2021 года стал игроком берлинского «Униона». Дебютировал за клуб в Бундеслиге 22 августа 2021 года в матче с «Хоффенхаймом». Осенью дебютировал в Лиге конференций УЕФА в матче против пражской «Славии», где заработал две желтые карточки и на 39-й минуте был удалён с поля.